# Parabahita bicornis
Parabahita bicornis är en insektsart som beskrevs av Rauno E. Linnavuori och Delong 1978. Parabahita bicornis ingår i släktet Parabahita och familjen dvärgstritar. Inga underarter finns listade i Catalogue of Life.